# Alexandrinenthal
Alexandrinenthal ist ein Gemeindeteil der Stadt Rödental im oberfränkischen Landkreis Coburg in Bayern.
Ende des 18. Jahrhunderts stand an der Röden, in Unterschafhausen zu dem Ort Schafhausen gehörend, eine Mahlmühle. 1850 erwarben von Bartels und Monhard das Anwesen und ließen auf dem Areal eine Blaufabrik errichten, in der Wäscheblau hergestellt wurde. Es war die erste Industriegründung im Rödentaler Raum. Der Geldgeber von Bartels gehörte zur Coburger Hofgesellschaft und konnte Herzogin Alexandrine zur Namensgebung und Einweihung der Fabrik gewinnen.
1854 erwarben der Coburger Leineweber Forkel und der Bamberger Bankier Wassermann das nicht profitable Unternehmen. Etwa 25 Arbeiter wurden beschäftigt. 1884 folgte aufgrund nicht ausreichender Wettbewerbsfähigkeit die Stilllegung der Blaufabrik und 1885 der Verkauf an den aus Eisfeld stammenden Kommerzienrat Theodor Recknagel. Recknagel ließ Alexandrinenthal in eine Porzellanfabrik umbauen und Puppenköpfe sowie Porzellanfiguren herstellen. Bis zu 350 Mitarbeiter hatte das Unternehmen. Im Jahr 1930 wurde die Produktion eingestellt. Ende 1936 übernahm das Annawerk das Betriebsgelände und fertigte dort nach einem Umbau ab Mai 1937 keramische Wand- und Fußbodenplatten.
Neben der Porzellanfabrik war im Alexandrinenthal bis Ende der 1960er Jahre die Puppenfabrik Gottlieb Hollerung angesiedelt und wurde 1971 an das Annawerk veräußert. In der Folge wurden die Betriebsgebäude abgerissen.
1925 umfasste die Fabrik Alexandrinenthal, die auf der Gemarkung Mönchröden lag, 16 Einwohner und zwei Wohngebäude. Die Schule und die evangelische Kirche befanden sich im 1,3 Kilometer entfernten Mönchröden. Im Jahr 1950 lebten 117 Personen in fünf Wohngebäuden in Alexandrinenthal. 1970 waren es 45 Personen.
Am 1. Januar 1971 schloss sich Mönchröden mit den Gemeinden Einberg, Kipfendorf, Oeslau, Rothenhof und Unterwohlsbach zur Einheitsgemeinde Rödental zusammen. Seitdem gehört Alexandrinenthal, das inzwischen keine Wohn- und Fabrikgebäude mehr hat, zu Rödental.